# Il collegio si diverte
Il collegio si diverte (She's Working Her Way Through College) è un film del 1952 diretto da Bruce H. Humberstone e liberamente tratto dalla commedia teatrale The Male Animal di Elliott Nugent e James Thurber.

## Trama
Angela Gardner è una ballerina di burlesque di successo che desidera fare la scrittrice. Decide quindi di tornare al college, dove rischia l'espulsione quando il suo passato viene a galla.